# Ozero Plissa (sjö i Belarus)
Ozero Plissa (ryska: Озеро Плисса) är en sjö i Belarus.   Den ligger i voblasten Vitsebsks voblast, i den norra delen av landet, 140 km norr om huvudstaden Minsk. Ozero Plissa ligger 144 meter över havet. Arean är 1,0 kvadratkilometer. Den sträcker sig 1,3 kilometer i nord-sydlig riktning, och 1,4 kilometer i öst-västlig riktning.
Omgivningarna runt Ozero Plissa är en mosaik av jordbruksmark och naturlig växtlighet. Runt Ozero Plissa är det ganska glesbefolkat, med 25 invånare per kvadratkilometer.